# Tourisme au Mali

le plateau Dogon,l'un des sites touristiques les plus visités du Mali.

Le tourisme au Mali est un secteur de l'économie qui prend une ampleur ces dernières années. Le nombre de visiteurs est passé de 98 000 en 2002 à 250 000 en 2007. Les recettes provenant du secteur touristique sont passées de 64,648 milliards de francs CFA en 2001 à 110 milliards de FCFA en 2007 au Mali, selon l'Office du tourisme et de l'hôtellerie (OMATHO), à Bamako.

## Les zones touristiques
Quatre sites (tous inscrits au Patrimoine mondial de l'UNESCO) concentrent actuellement l'activité touristique:
- le Pays Dogon,  (région la plus visitée de toute l'Afrique de l'ouest).
- Djenné (plus grande ville en terre au monde)
- Tombouctou (ville mythique situé dans le Sahara au nord)
- Tombeau des Askia (région de Gao)

et bientôt le Sanankouya « cousinage  » né à Kouroukanfouga, inscrit sur la liste du Patrimoine culturel immatériel de l'humanité, reste à classer
La Traversée des Bœufs est également inscrite en tant que patrimoine immatériel de l'humanité. Cette traversée a lieu chaque fin novembre/début décembre, région de Mopti)
Le tourisme concerne également Bamako, la capitale et Mopti, notamment le tourisme d'affaires.
La volonté des autorités est de développer des nouvelles régions touristiques autour du pays mandingue, la boucle du Baoulé, et le Gourma.

## Ex OMATHO
L'Office Malien du Tourisme et de l'Hôtellerie (OMATHO) est un établissement public à caractère administratif créé par la Loi N°95 -059 du 2 août 1995. Il a pour mission d'élaborer les éléments de la politique du gouvernement en matière du tourisme et de l'hôtellerie et d'en assurer la mise en œuvre. À ce titre, il est chargé :
- de prospecter et de mettre en valeur les ressources touristiques du pays;
- d'aménager et de participer à l'équipement des zones d'intérêt touristique;
- de participer à la protection, à l'animation et à l'équipement des zones d'intérêt touristique;
- de participer à la protection, à l'animation et à la restauration des sites et monuments historiques;
- de promouvoir sur le plan national et international, les ressources touristiques du pays;
- de mener toute étude et de proposer toute mesure visant à favoriser le développement de l'activité touristique et hôtelière;
- de participer à la formation et au perfectionnement des opérateurs du secteur;
- de veiller au respect de la réglementation en matière de tourisme et de l'hôtellerie;
- de fournir aux opérateurs économiques du secteur des prestations de service.

## Le SITOUR
Le Salon international du tourisme de Bamako s’est tenu pour les premières fois en 2008 et 2009. Le gouvernement malien a adopté en conseil des ministres le 30 décembre 2009 un décret portant institution du Salon International du Tourisme de Bamako (SITOUR). Organisé chaque année, il doit assurer l’appropriation de l’activité touristique par les nationaux et organiser les acteurs publics et privés pour la commercialisation de l’offre touristique et de promouvoir les circuits inter-États.